# Rakitino (Kaliningrad)
Rakitino (russisch Ракитино, deutsch Kurschen, litauisch Kuršiai) ist ein Ort in der russischen Oblast Kaliningrad und gehört zur kommunalen Selbstverwaltungseinheit Stadtkreis Neman im Rajon Neman.

## Geographische Lage
Rakitino liegt vier Kilometer südwestlich der Kreisstadt Neman (Ragnit) an der Kommunalstraße 27K-067, die Neman mit Schilino (Szillen) verbindet. Eine Bahnanbindung besteht nicht.

## Geschichte
Das einst Kurschen genannte Gutsdorf wurde 1874 in den Amtsbezirk Woydehnen (1938 bis 1946: Wodehnen, heute russisch: Wetrowo) eingegliedert. Dieser bestand – bei Namensänderung 1939 in „Amtsbezirk Wodehnen“ – bis 1945 und gehörte bis 1922 zum Kreis Ragnit, danach zum Landkreis Tilsit-Ragnit im Regierungsbezirk Gumbinnen der preußischen Provinz Ostpreußen. Im Jahre 1910 lebten im Gutsbezirk Kurschen 99 Einwohner.
Am 30. September 1928 gab Kurschen seine Selbständigkeit auf und wurde in die Landgemeinde Jonienen (1938 bis 1946: Tilsenau, russisch: Otwaschnoje, jetzt: Gudkowo) eingemeindet. Sie war Teil des Amtsbezirks Kindschen (ab 1931 „Amtsbezirk Groß Kindschen“, der Ort existiert heute nicht mehr), der wie der Amtsbezirk Jonienen bis 1945 zum Kreis Ragnit bzw. Landkreis Tilsit-Ragnit gehörte.
In Kriegsfolge kam Kurschen mit dem nördlichen Ostpreußen zur Sowjetunion und erhielt 1950 die russische Bezeichnung Rakitino. Gleichzeitig wurde das Dorf in den Dorfsowjet Petrowski selski Sowet eingeordnet. Im Jahr 1968 übernahm Rakitino selber sowohl den Verwaltungssitz als auch die Namensträgerschaft dieses Dorfsowjets. Von 2008 bis 2016 gehörte der Ort zur städtischen Gemeinde Nemanskoje gorodskoje posselenije und seither zum Stadtkreis Neman.

### Rakitinski selski Sowet/okrug (1947–)2008
Der Dorfsowjet wurde im Juni 1947 zunächst als Dorfsowjet Petrowski selski Sowet (ru. Петровский сельский Совет) eingerichtet. Sein Verwaltungssitz war vermutlich zunächst der Ort Petrowo (Petratschen/Petersfelde). Seit vor 1968 befand sich der Verwaltungssitz in Dubki (Paskallwen/Schalau). Im Jahr 1968 wurde der Verwaltungssitz nach Rakitino verlegt und auch der Name des Dorfsowjets entsprechend in Rakitinski selski Sowet (ru. Ракитинский сельский Совет) geändert. Nach dem Zerfall der Sowjetunion bestand die Verwaltungseinheit als Dorfbezirk Rakitinski selski okrug (ru. Ракитинский сельский округ). Etwa im Jahr 1997 wurden einige Orte des Dorfbezirks in den neugebildeten Mitschurinski selski okrug ausgegliedert. Im Jahr 2008 wurden die verbliebenen Orte des Dorfbezirks in die neugebildete städtische Gemeinde Nemanskoje gorodskoje posselenije eingegliedert.
| Ortsname                           | Name bis 1947/50                                | Bemerkungen |
| ---------------------------------- | ----------------------------------------------- | --- |
| Akulowo (Акулово)                  | Klein Neuhof-Ragnit                             | Der Ort wurde 1947 umbenannt und etwa 1997 in den Dorfbezirk Mitschurinski eingegliedert.                                                                 |
| Artjomowka (Артёмовка)             | Argeningken-Graudzen, 1938–1945: „Argenhof“     | Der Ort wurde 1947 umbenannt und war zunächst in den Dorfsowjet Kanaschski eingeordnet. Etwa 1997 wurde er in den Dorfbezirk Mitschurinski eingegliedert. |
| Bolschije Poljany (Большие Поляны) | Paszelgsten, 1938–1945: „Siedelhöhe“            | Der Ort wurde 1950 umbenannt und vor 1975 an den Ort Dubki angeschlossen.                                                                                 |
| Budjonnowskoje (Будённовское)      | Budeningken, 1938–1945: „Budingen“              | Der Ort wurde 1950 umbenannt und war zunächst in den Dorfsowjet Kanaschski eingeordnet. Er wurde vor 1975 verlassen.                                      |
| Chochlowo (Хохлово)                | Skambracken, 1938–1945: „Brakenau“              | Der Ort wurde 1950 umbenannt und war zunächst in den Dorfsowjet Kanaschski eingeordnet. Er wurde vor 1975 an den Ort Artjomowka angeschlossen.            |
| Dubki (Дубки)                      | Paskallwen, 1938–1945: „Schalau“                | Der Ort wurde 1950 umbenannt und war von vor 1968 bis 1968 der Verwaltungssitz. Etwa 1997 wurde er in den Dorfbezirk Mitschurinski eingegliedert.         |
| Gorkino (Горкино)                  | Groosten                                        | Der Ort wurde 1950 umbenannt und war zunächst in den Dorfsowjet Schilinski eingeordnet. Er wurde vor 1988 verlassen.                                      |
| Gudkowo (Гудково)                  | Gudgallen, 1938–1945: „Großfelde“               | Der Ort wurde 1950 umbenannt und war von 1959 bis 1968 Sitz eines eigenen Dorfsowjets.                                                                    |
| Iskra (Искра)                      | (Groß) Kindschen                                | Der Ort wurde 1950 umbenannt und etwa 1997 in den Dorfbezirk Mitschurinski eingegliedert.                                                                 |
| Iwowoje (Ивовое)                   | Pötischken, 1938–1945: „Flachdorf“              | Der Ort wurde 1950 umbenannt und war zunächst in den Dorfsowjet Luninski eingeordnet. Er wurde vor 1988 verlassen.                                        |
| Kosyrewo (Козырево)                | Kackscheiten, 1938–1945: „Kaschen“              | Der Ort wurde 1950 umbenannt und vor 1975 an den Ort Schirokopolje angeschlossen.                                                                         |
| Kotelnikowo (Котельниково)         | Neuhof-Ragnit                                   | Der Ort wurde 1950 umbenannt und etwa 1997 in den Dorfbezirk Mitschurinski eingegliedert.                                                                 |
| Krasnoje Selo (Красное Село)       | Klapaten, 1938–1945: „Angerwiese“               | Der Ort wurde 1947 umbenannt und war zunächst in den Dorfsowjet Bolschesselski eingeordnet.                                                               |
| Kroty (Кроты)                      | Taurothenen, 1938–1945: „Tauern“                | Der Ort wurde 1950 umbenannt und war zunächst in den Dorfsowjet Kanaschski eingeordnet. Er wurde vor 1975 verlassen.                                      |
| Kulikowo (Куликово)                | Kartenningken, 1938–1945: „Kartingen“           | Der Ort wurde 1950 umbenannt und vor 1975 verlassen. |
| Malyje Poljany (Малые Поляны)      | Pröwoiszen/Pröwoischen, 1938–1945: „Pröschen“   | Der Ort wurde 1950 umbenannt und vor 1975 verlassen. |
| Mitschurinski (Мичуринский)        | Althof-Ragnit                                   | Der Ort wurde 1950 umbenannt und war seit etwa 1997 der Verwaltungssitz des Dorfbezirks Mitschurinski.                                                    |
| Otwaschnoje (Отважное)             | Jonienen, 1938–1945: „Tilsenau“                 | Der Ort wurde 1950 umbenannt und vor 1975 an den Ort Gudkowo angeschlossen.                                                                               |
| Petrowo (Петрово)                  | Petratschen, 1938–1945: „Petersfelde“           | Der Ort wurde 1947 umbenannt und war bis vor 1968 der Verwaltungssitz sowie bis 1968 der Namensgeber des Dorfsowjets. Der Ort wurde vor 1988 verlassen.   |
| Rakitino (Ракитино)                | Kurschen                                        | Der Ort wurde 1950 umbenannt und war seit 1968 Namensgeber und Verwaltungssitz des Dorfsowjets bzw. Dorfbezirks.                                          |
| Rutschi (Ручьи)                    | Paßuißen/Paschuischen, 1938–1945: „Altengraben“ | Der Ort wurde 1950 umbenannt und 1997 an den Ort Mitschurinski angeschlossen.                                                                             |
| Scharowo (Жарово)                  | Schuppinnen, 1938–1945: „Schuppenau“            | Der Ort wurde 1950 umbenannt und vor 1975 an den Ort Wetrowo angeschlossen.                                                                               |
| Schdanki (Жданки)                  | Tilszenehlen, 1938–1945: „Quellgründen“         | Der Ort wurde 1947 umbenannt und war zunächst in den Dorfsowjet Malomoschaiski eingeordnet.                                                               |
| Schirokodolje (Широкодолье)        | Charlottenwalde                                 | Der Ort wurde 1950 umbenannt und vor 1988 verlassen. |
| Slatoustje (Златоустье)            | Eromeiten, 1938–1945: „Ehrenfelde“              | Der Ort wurde 1947 umbenannt und vor 1975 an den Ort Petrowo angeschlossen.                                                                               |
| Tumanowo (Туманово)                | Georgenhof                                      | Der Ort wurde 1950 umbenannt und vor 1975 an den Ort Dubki angeschlossen.                                                                                 |
| Wetrowo (Ветрово)                  | Woydehnen, 1938–1945: „Wodehnen“                | Der Ort wurde 1947 umbenannt und etwa 1997 in den Dorfbezirk Mitschurinski eingegliedert.                                                                 |
| Wsgorje (Взгорье)                  | Schaudinnen, 1938–1945: „Schauden“              | Der Ort wurde 1950 umbenannt und vor 1975 an den Ort Iskra angeschlossen.                                                                                 |

Der 1950 umbenannte Ort Stalskoje (bei Gudballen/Großfelde) wurde ebenfalls zunächst in den Dorfsowjet Petrowski eingeordnet, kam dann (vor 1975) aber zum Dorfsowjet Luninski.

## Kirche
In Kurschen war die Mehrheit der Bevölkerung evangelischer Konfession. Das Dorf war in das Kirchspiel der Evangelischen Kirche Ragnit eingepfarrt und gehörte bis 1945 zur Diözese Ragnit im Kirchenkreis Tilsit-Ragnit in der Kirchenprovinz Ostpreußen der Kirche der Altpreußischen Union. Heute liegt Rakitino im weitflächigen Einzugsbereich der neu entstandenen evangelisch-lutherischen Gemeinde in Sabrodino (Lesgewangminnen, 1938 bis 1946 Lesgewangen) in der Propstei Kaliningrad (Königsberg) der Evangelisch-lutherischen Kirche Europäisches Russland.